# Mastigobolbina
Mastigobolbina is een geslacht van uitgestorven kreeftachtigen uit de klasse van de Ostracoda (mosselkreeftjes).

## Soorten
- Mastigobolbina arctilimbata Ulrich & Bassler, 1923 †
- Mastigobolbina arguta Ulrich & Bassler, 1923 †
- Mastigobolbina bifida Ulrich & Bassler, 1923 †
- Mastigobolbina clarkei Ulrich & Bassler, 1923 †
- Mastigobolbina declivis Ulrich & Bassler, 1923 †
- Mastigobolbina glabra Ulrich & Bassler, 1923 †
- Mastigobolbina incipiens Ulrich & Bassler, 1923 †
- Mastigobolbina intermedia Ulrich & Bassler, 1923 †
- Mastigobolbina lata (Hall, 1852) Ulrich & Bassler, 1923 †
- Mastigobolbina micula Ulrich & Bassler, 1923 †
- Mastigobolbina modesta Ulrich & Bassler, 1923 †
- Mastigobolbina producta Ulrich & Bassler, 1923 †
- Mastigobolbina punctata Ulrich & Bassler, 1923 †
- Mastigobolbina retifera Ulrich & Bassler, 1923 †
- Mastigobolbina rotunda Ulrich & Bassler, 1923 †
- Mastigobolbina trilobata Ulrich & Bassler, 1923 †
- Mastigobolbina triplicata (Foerste, 1906) Ulrich & Bassler, 1923 †
- Mastigobolbina typus Ulrich & Bassler, 1923 †
- Mastigobolbina ultima Ulrich & Bassler, 1923 †
- Mastigobolbina vanuxemi Ulrich & Bassler, 1923 †
- Mastigobolbina virginia Ulrich & Bassler, 1923 †